# Pet Sematary (película de 2019)
Pet Sematary (titulada: Cementerio de animales en España y Cementerio maldito en Hispanoamérica) es una película estadounidense de terror sobrenatural de 2019 dirigida por Kevin Kölsch y Dennis Widmyer. Siendo protagonizada por Jason Clarke, Amy Seimetz y John Lithgow, se basa libremente en la novela homónima de Stephen King, y a su vez, la segunda adaptación de película homónima de 1989. La cinta fue estrenada el 5 de abril de 2019.

## Argumento
Louis Creed (Jason Clarke), su esposa Rachel (Amy Seimetz) y sus hijos pequeños Ellie (Jeté Laurence) y Gage (Hugo Lavoie y Lucas Lavoie) se mudan a una remota casa en el bosque, a las afueras de la ciudad en el estado estadounidense de Maine. Ellie se topa con un cementerio de mascotas (con el letrero que lo anuncia como tal estando mal escrito: "Sematary" en lugar de "Cemetery") en el bosque después de seguir una procesión de niños con máscaras de animales. Ella se encuentra con su vecino Jud Crandall (John Lithgow), quien entabla rápidamente una amistad con la familia. Louis, quien trabaja en un hospital universitario, no puede salvar la vida de un estudiante llamado Victor Pascow (Obssa Ahmed), el cual fue atropellado por un automóvil. Louis está plagado de pesadillas en las que Victor le advierte que se mantenga alejado del bosque y le dice: "La barrera no debe romperse". Mientras tanto, Rachel sufre su propio trauma con respecto a su hermana Zelda Goldman (Alyssa Brooke), quien murió de adolescente por meningitis espinal y cuya enfermedad traumatizó a una joven Rachel.
La amada mascota de Ellie, su gato Church, es atropelladado por un camión y Louis y Jud lo encuentran. Consciente de lo devastada que estará Ellie, Jud convence a Louis de que entierre a Church en lo más profundo del cementerio de mascotas. Al día siguiente, Louis se sorprende al descubrir que Church está vivo, aunque es notablemente más agresivo y sucio, ya que araña a Ellie y trae un pájaro muerto a la casa. Louis se enfrenta a Jud, quien le dice que el cementerio de mascotas puede devolver las cosas de entre los muertos y que está habitado por un wendigo que los nativos del bosque temían antes de huir y le cuenta que él de niño enterró a su perro en el cementerio de mascotas y regresó siendo malvado, por lo que hubo que matarlo. Después de encontrar a Church sentado en la cuna de Gage, Louis deja a Church a un lado de la carretera y le dice a Ellie que huyó. Mientras tanto, las pesadillas de Louis y Rachel sobre Pascow y Zelda se intensifican.
La familia organiza una fiesta de cumpleaños para Ellie. Mientras juega al escondite con sus amigos, Gage y Louis, Ellie ve a Church en el camino y corre hacia él. Gage la sigue y casi es embestido por un camión, pero es salvado por Louis. El conductor se desvía para evitar a Gage, causando que un gran tanque se suelte y termine golpeando y matando a Ellie, quien todavía estaba en la carretera. La familia está devastada, y Rachel y Gage se van a pasar unos días con los padres de Rachel. Louis visita a Jud, quien le dice a Louis que sabe que está pensando en enterrar a Ellie en el cementerio de mascotas y le advierte sobre ello. Jud deja de beber y Louis aprovecha la oportunidad para desenterrar el cuerpo de Ellie y enterrarlo en el cementerio de mascotas.
Ellie regresa más tarde esa noche, extrañamente pálida y con una actitud notablemente más cruel y fría. Mientras tanto, Rachel se asusta cuando Gage comienza a tener pesadillas y se refiere a Pascow llamándolo por su nombre. Se dirige a su casa, no puede ponerse en contacto con Louis y llama a Jud para que vaya a ver cómo está su esposo. Jud va a la casa de los Creed y es rechazado por Louis. Sin embargo, Jud ve a Ellie mirándolo desde la ventana de su habitación, y él huye a su propia casa. Cuando encuentra su pistola, para matar a Ellie, Jud se sorprende con Church y, distraído, Ellie corta su tendón de Aquiles con un escalpelo que le robó a Louis. Ellie se burla de Jud tomando la forma de su esposa muerta, Norma (Suzy Stingl), antes de apuñalarlo.
Rachel y Gage llegan a la casa para sorpresa de Louis. Ellie se presenta a Rachel, quien está horrorizada y huye escaleras arriba con Gage. Cuando Louis trata de convencer a Rachel de que Ellie sigue siendo su hija, se da cuenta de que Ellie está desaparecida y se dirige a la casa de Jud para encontrarla. Mientras tanto, Rachel es atacada con un cuchillo por Ellie y es apuñalada, pero logra escapar al baño con Gage, deteniéndose allí. Louis encuentra el cuerpo de Jud y regresa a la casa para ver a Rachel tratando de bajar a Gage por la ventana del baño. Louis atrapa a Gage y Rachel es apuñalada por Ellie. Louis encierra a Gage en el auto y regresa escaleras arriba para encontrar a una Rachel moribunda, quien ruega no ser enterrada en el cementerio de mascotas.
Ellie deja inconsciente a Louis y arrastra el cuerpo de Rachel al bosque, donde la entierra en el cementerio de mascotas. Louis despierta y encuentra a Ellie en el bosque, donde pelean. Cuando Louis se prepara para matar a Ellie, es apuñalado por una Rachel resucitada y él también es enterrado. El trío quema la casa de Jud antes de acercarse al auto donde Gage aún se encuentra adentro. Louis hace un gesto a Gage, quien abre la puerta del auto antes de que la película se torne negra.

## Reparto
- Jason Clarke como Louis Creed.
- Amy Seimetz como Rachel Creed.
- John Lithgow como Jud Crandall.
- Jeté Laurence como Ellie Creed.
- Hugo Lavoie y Lucas Lavoie como Gage Creed.
- Obssa Ahmed como Victor Pascow.
- Alyssa Brooke Levine como Zelda Goldman.
- Suzy Stingl como Norma Crandall.
- María Herrera como Marcela.
- Jacob Lemieux como "Cara de ratón".
- Maverick Fortin como "Cara de perro".
- Lou Ferrando como "Cara de conejo".
- Najya Muipatayi como "Cara de gato".
- Emma Hill como "Cara de caballo".
- Leo, Tonic, Jager y JD como Church, el gato.

## Producción

### Desarrollo
En marzo de 2010, se anunció que un remake de Pet Sematary estaba en producción, con Matt Greenberg (autor de otra adaptación de King, 1408) escribiendo el guion. En octubre de 2013, Lorenzo di Bonaventura y Steven Schneider revelaron que estaban produciendo el remake con Juan Carlos Fresnadillo en negociaciones para dirigirlo.
El 7 de diciembre de 2017, se anunció que Paramount Pictures había dado luz verde a una nueva adaptación de la novela de Stephen King Cementerio de animales que sería dirigida por Dennis Widmyer y Kevin Kolsch sobre un guion de Jeff Buhler. Entre los productores se encontrarían Di Bonaventura, Mark Vahradian y Steven Schneider.

### Elenco
El 16 de abril de 2018, se anunció que Jason Clarke se había unido al reparto como el protagonista Louis Creed. El 4 de mayo de 2018, se anunció que John Lithgow interpretaría el papel de Jud Crandall. En junio de 2018, se anunció que Amy Seimetz se había unido al reparto como la protagonista femenina Rachel Creed, y también se informó que Jeté Laurence interpretaría a la hija de Creed, Ellie, y que los gemelos Hugo y Lucas Lavoie interpretarían al hijo menor de los Creed, Gage.

### Rodaje
El rodaje comenzó el 18 de junio de 2018.

## Estreno
La película iba a ser estrenada originalmente el 19 de abril de 2019, pero luego la fecha fue adelantada al 5 de abril de 2019.

## Recepción
Pet Sematary recibió reseñas mixtas a negativas de parte de la crítica y de la audiencia. En el sitio web especializado Rotten Tomatoes, la película posee una aprobación de 56%, basada en 280 reseñas, con una calificación de 5.9/10. De parte de la audiencia tiene una aprobación de 33%, basada en más de 2500 votos, con una calificación de 2.7/5.
El sitio web Metacritic le dio a la película una puntuación de 57 de 100, basada en 42 reseñas, indicando "reseñas mixtas". Las audiencias encuestadas por CinemaScore le otorgaron a la película una "C+" en una escala de A+ a F, mientras que en el sitio IMDb los usuarios le asignaron una calificación de 5.7/10, sobre la base de 92 958 votos. En la página web FilmAffinity, la cinta tiene una calificación de 5.0/10, basada en 8868 votos.

## Precuela
En 2023 se estrena Pet Sematary: Bloodlines, película que sirve como precuela de la cinta y que cuenta con las actuaciones de David Duchovny, Jackson White, Henry Thomas y Natalie Alyn Lind.